# Chaetolopha leucophragma
Chaetolopha leucophragma là một loài bướm đêm trong họ Geometridae.